# Sandra Zwolle
Sandra Kornelia Zwolle (Heerenveen, 15 de marzo de 1971) es una deportista neerlandesa que compitió en patinaje de velocidad, en las modalidades sobre hielo y en línea.
Ganó dos medallas en el Campeonato Mundial de Patinaje de Velocidad sobre Hielo en Distancia Individual, plata en 1997 y bronce en 1996.
Además, obtuvo una medalla de plata en el Campeonato Mundial de Patinaje de Velocidad sobre Patines en Línea.

## Palmarés internacional
| Campeonato Mundial en Distancia Individual | Campeonato Mundial en Distancia Individual | Campeonato Mundial en Distancia Individual | Campeonato Mundial en Distancia Individual |
| Año                                        | Lugar                                      | Medalla                                    | Prueba                                     |
| ------------------------------------------ | ------------------------------------------ | ------------------------------------------ | ------------------------------------------ |
| 1996                                       | Hamar (Noruega)                            | Medalla de bronce                          | 1500 m                                     |
| 1997                                       | Varsovia (Polonia)                         | Medalla de plata                           | 1000 m                                     |